# Maria Gonçalves
Pour les articles homonymes, voir Gonçalves.
Maria Gonçalves (née le 27 juin 1976) est une joueuse angolaise de handball féminin. Elle a fait partie de l'équipe d'Angola féminine de handball aux Jeux olympiques d'été de 1996 à Atlanta.

## Palmarès

### En équipe nationale
Jeux olympiques
- 7e place aux Jeux olympiques 1996

Championnats du monde
- 16e place au Championnat du monde 2005 en Russie

Championnats d'Afrique
- Médaille d'or au Championnat d'Afrique 2002